# Серс (Туніс)
Серс (араб. السرس) — місто в Тунісі. Входить до складу вілаєту Ель-Кеф. Станом на 2004 рік тут проживало 11 927 осіб.